# Théâtre Snowdon
Pour les articles homonymes, voir Snowdon.
Le théâtre Snowdon est une salle de cinéma démolie autrefois située sur le boulevard Décarie dans le quartier Snowdon à Montréal, Québec (Canada).

## Théâtre

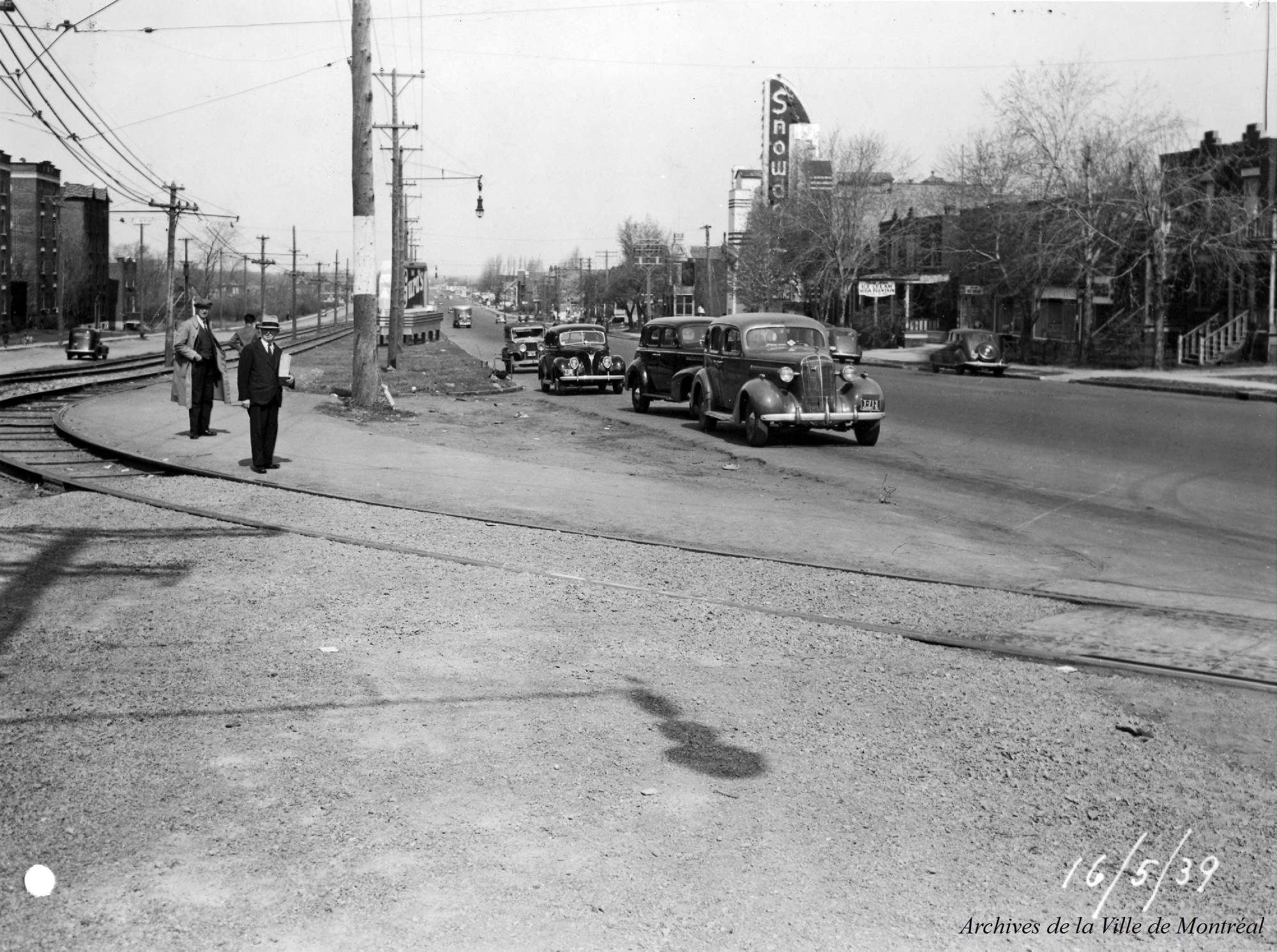
Boulevard Décarie en 1939. On aperçoit le théâtre Snowdon.

Le théâtre est ouvert par Cinémas Unis le 27 février 1937, conçu dans le style « paquebot » avec un design intérieur par le prolifique designer de cinéma montréalais Emmanuel Briffa. En 1950 l'entrée est modifiée, avec une nouvelle marquise ajoutée. Il continue de projeter des films jusqu'en 1982, à diverses reprises un cinéma de répertoire et un théâtre pornographique.   
Au milieu des années 1980, l'intérieur est subdivisé et transformé en espace commercial.
En 1989, la Ville de Montréal commence à louer une partie du bâtiment pour un club de gymnastique à but non lucratif. Déclaré site historique par la Ville en 1990, la Ville achète le bâtiment en 2004 pour 1,8 million de dollars et continue de le louer aux gymnastes jusqu'à leur départ en 2013 en raison du mauvais état de la toiture.
Vacant depuis trois ans, l'intérieur du bâtiment est incendié par des vandales en mars 2016,.

## Condominiums

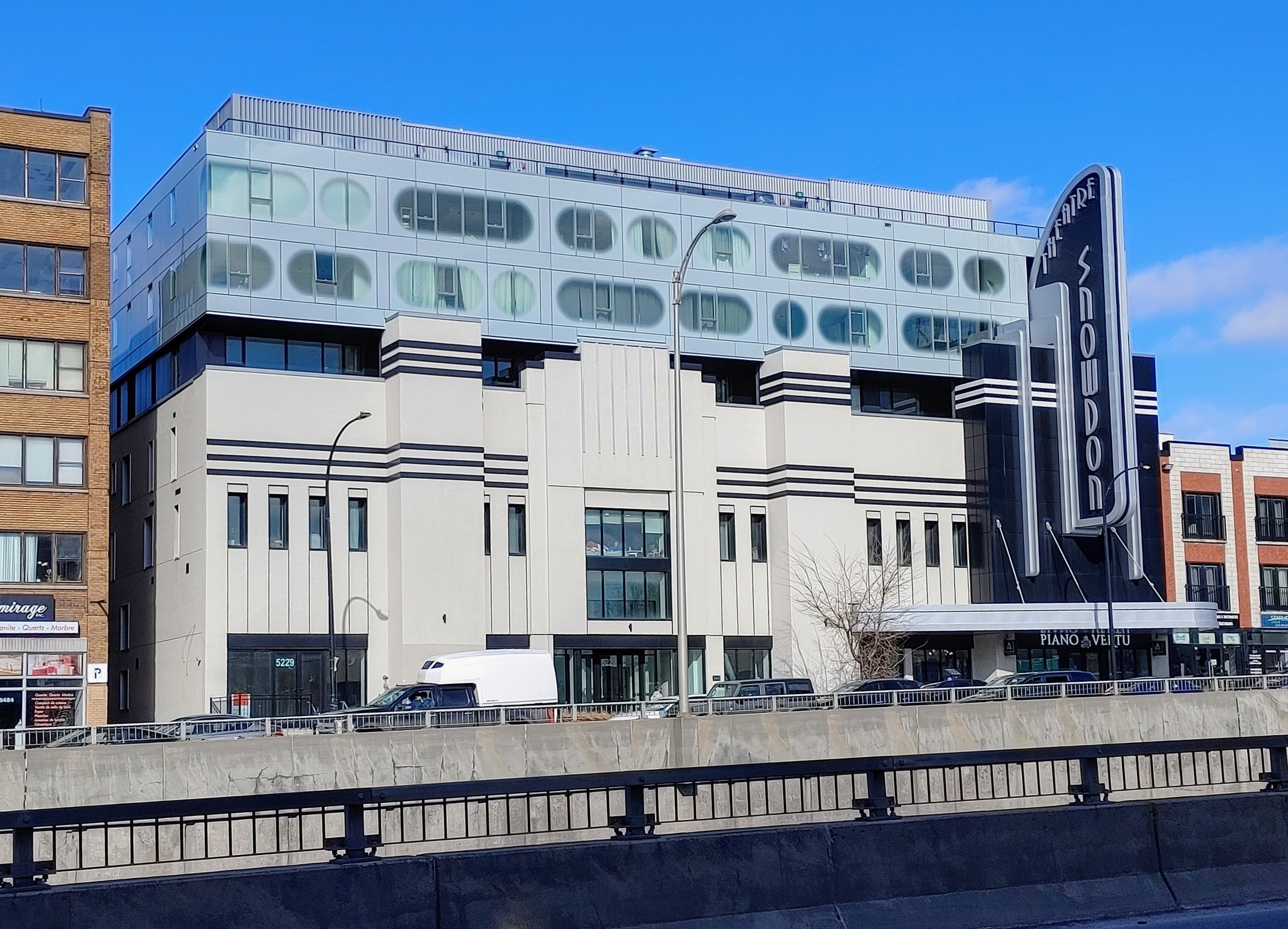
Théâtre Snowdon Condominiums

En février 2018, la Ville annonce avoir vendu le théâtre à une entreprise privée pour 1,6 million de dollars, à condition que la façade et l'enseigne emblématique soient préservées.
La construction d'un immeuble résidentiel en copropriété débute en mars 2020 et est achevé en 2022.
Il a été conçu par ADHOC Architectes.